# Софі Подольська
Софі Подольска (Sophie Podolski; 8 жовтня 1953 — 29 грудня 1974) — бельгійська поетеса та графік українського походження. За життя вона опублікувала одну книгу, Le pays où tout est permis (1972; Країна, де все дозволено), у якій вірші були відтворені її власним художнім почерком для її оригінального видання 1972 року (цензуроване, набірне видання з'явилося в 1973 році).

## Життєпис
Софі Подольська вивчала офорт в Академії де Боафор і була пов'язана з художнім співтовариством у дослідницькому центрі Монфокон.
Подольська хворіла на шизофренію і проводила час у психіатричних клініках Парижа та Брюсселя. 19 грудня 1974 року у Брюсселі вона спробувала покінчити життя самогубством і в результаті померла через 10 днів. У статтях про неї метод самогубства не розкривається.
Подольська залишила низку неопублікованих віршів і графічних робіт, які посмертно опублікував Марк Дачі. Її твір під назвою «Софі Подольська Снігова королева» був опублікований спецвипуском (№ 6, 1980) літературного журналу Luna Park.
Її поезією захоплювався прозаїк і поет Роберто Боланьо, який посилався на Подольську у своїх романах «Дикі детективи», «Антверпен» і «Далека зірка», а також у своїх оповіданнях «Волоцюга у Франції та Бельгії» та «Картка на танці» (обидва зібрані в Останні вечори на Землі).